# Nagai Stadium
Das Nagai Stadium (jap. 大阪市長居陸上競技場, Ōsaka-shi Nagai rikujō kyōgijō, deutsch „Nagai-Leichtathletikstadion der Stadt Osaka“) ist ein Fußballstadion mit Leichtathletikanlage im Nagai-Park des Stadtbezirks Higashisumiyoshi im japanischen Osaka. Gegenwärtig trägt das Stadion den Sponsorennamen Yanmar Stadium Nagai, nach dem Maschinenbauunternehmen Yanmar.

## Geschichte
Es wurde im Jahr 1964 erbaut und 1996 umfassend renoviert und erweitert. Derzeit bietet es 50.000 Zuschauern Platz. Im Stadion trägt der japanische Fußballverein Cerezo Osaka seine Heimspiele in der J. League aus. Während der Fußball-Weltmeisterschaft 2002 wurden in der Arena zwei Vorrundenspiele und ein Viertelfinale ausgetragen. Die Anlage war im August/September 2007 Austragungsort der 11. Leichtathletik-Weltmeisterschaften.

## Spiele der Fußball-WM 2002 in Osaka

### Gruppenspiele
- 12. Juni 2002, Gruppe F:  Nigeria –  England 0:0
- 14. Juni 2002, Gruppe H:  Tunesien –  Japan 0:2 (0:0)

### Viertelfinale
- 22. Juni 2002:  Senegal –  Türkei 0:1  n. GG